# Mirni (Tantsura-Kramarenko)
Mirni - Мирный (rus) - és un khútor del krai de Krasnodar, a Rússia. Es troba a la vora esquerra del riu Kirpili. És a 10 km al sud de Timaixovsk i a 56 km al nord de Krasnodar. Pertany al khútor de Tantsura-Kramarenko.

## Història
El coronel Dmitri Kurganski rebé 321 dessiàtines i el tinent coronel Vassili Lozinski 176 dessiàtines pels seus serveis en passar a la reserva el 1876. Kurganski s'establí a l'inici d'un afluent del riu, Lozinski al final. Tots dos khútors estaven compostos per dues cases, una per a l'amo i una altra per als criats, i un corral. La població de tots dos khútors s'incrementà amb el temps, de manera que s'hi establí una colònia de cosacs. El 1885 l'ataman de Timaixóvskaia registra el khútor Kurganski. El 1920, Kurganski és rebatejat amb el nom de Mirni, i el 1922 Lozinski pren el nom de Feodorovski. En aquella dècada i durant la següent es creen uns altres dos khútors a la vora del riu Kirpili. El 1929 es forma el kolkhoz Telmana, que el 1950 és integrat en el kolkhoz 20 let Oktiàbria.